# Chaïm Perelman
Chaïm Perelman, född 20 maj 1912 i Warszawa, död 22 januari 1984 i Bryssel, var en polskfödd rättsfilosof, som var en av 1900-talets viktigaste argumentationsteoretiker. Hans huvudverk är Traité de l'argumentation - la nouvelle rhétorique (1958).

## Biografi
1925 emigrerade Perelman med sin familj från Warszawa till Bryssel, och han började några år senare vid Université Libre de Bruxelles, där han skulle fortsätta vara verksam under en stor del av sitt liv. Han blev jur.dr. där 1934, och tog 1938 en andra doktorstitel med en avhandling om matematikern och filosofen Gottlob Frege. Därefter blev han lektor vid fakulteten för filosofi och litteratur vid universitetet. Vid andra världskrigets slut, blev han utnämnd till professor i historia, och var därmed universitetets yngste i den befattningen.
Perelmans tidigaste forskning i rättsvetenskap och filosofi, var under påverkan av den logiska positivismen (som i rättsvetenskapen tagit sig uttryck i rättspositivism). 1944 blev han färdig med en empirisk studie av rättvisa, och kom i denna till slutsatsen, att eftersom alla rättshandlingar bygger på värdeomdömen, och eftersom värden inte kan förklaras med logiken, måste rättens grundval vara godtycke. Under det att Perelman fullbordade sin studie, fann han den oförsvarbar, eftersom värdeomdömen utgör en omistlig del av argumentation och beslutsfattande, och att påstå att dessa omdömen saknar logisk grund innebar att förneka filosofins, rättsvetenskapens, politikens, och etikens fundamentala rationalitet.
Som en följd av den empiriska studien, tog Perleman avstånd från positivismen och återgick till den äldre filosofin som förmedlade rationella argument för värdeomdömen. 1948 mötte han Lucie Olbrechts-Tyteca, som också var verksam vid Université Libre de Bruxelles, och de började samarbeta med ett projekt som så småningom skulle återföra antikens retorik som plattform för värdeomdömenas logik. 
1958 utkom Perelman och Olbrecht-Tyeca med deras studie om informell argumentation under titeln Traité de l'argumentation: la nouvelle rhétorique. Utförd i en fregeansk anda av observationer och synteser, analyserade de i verket en stor andel av faktiska argument inom filosofin, rättsvetenskapen, politiken, etiken och journalistiken. Resultatet var en teori om argumentation som byggde på beaktandet av värden och åhörare, samt generella retoriska tekniker.
Perleman erbjöds 1962 en gästprofessur vid Pennsylvania State University av Henry W. Johnstone och Robert Oliver. Samarbetet med i synnerhet Johnstone, som påbörjats före lanseringen av la nouvelle rhétorique, visade sig fruktbart. Johnstone grundade Philosophy and Rhetoric, en tidskrift som blev mycket inflytelserik, och Perleman etablerade sig i USA som en av de ledande retorikerna. 
De närmaste två årtiondena, fortsatte Perleman att utge arbeten om den Nya retoriken. Han gav även betydelsefulla bidrag till rättsvetenskapen såsom direktör för Nationella centret för juridisk forskning vid Université Libre de Bruxelles, och med böcker om rättsfilosofi och argumentering. 
Som erkännande för hans akademiska och civila företrädanden, utnämndes Perleman till baron av Belgiens parlament i december 1983. 
Han avled i Bryssel i sitt hem av en hjärtattack 12 januari 1984.
Till svenska finns L'Empire rhétorique översatt, Retorikens imperium : retorik och argumentation (2004).